# Замок Бладенхорст
Замок Бладенхорст (нем. Schloss Bladenhorst) — замок, окруженный рвом с водой, в районе Бладенхорст в городе Кастроп-Рауксель.

## История

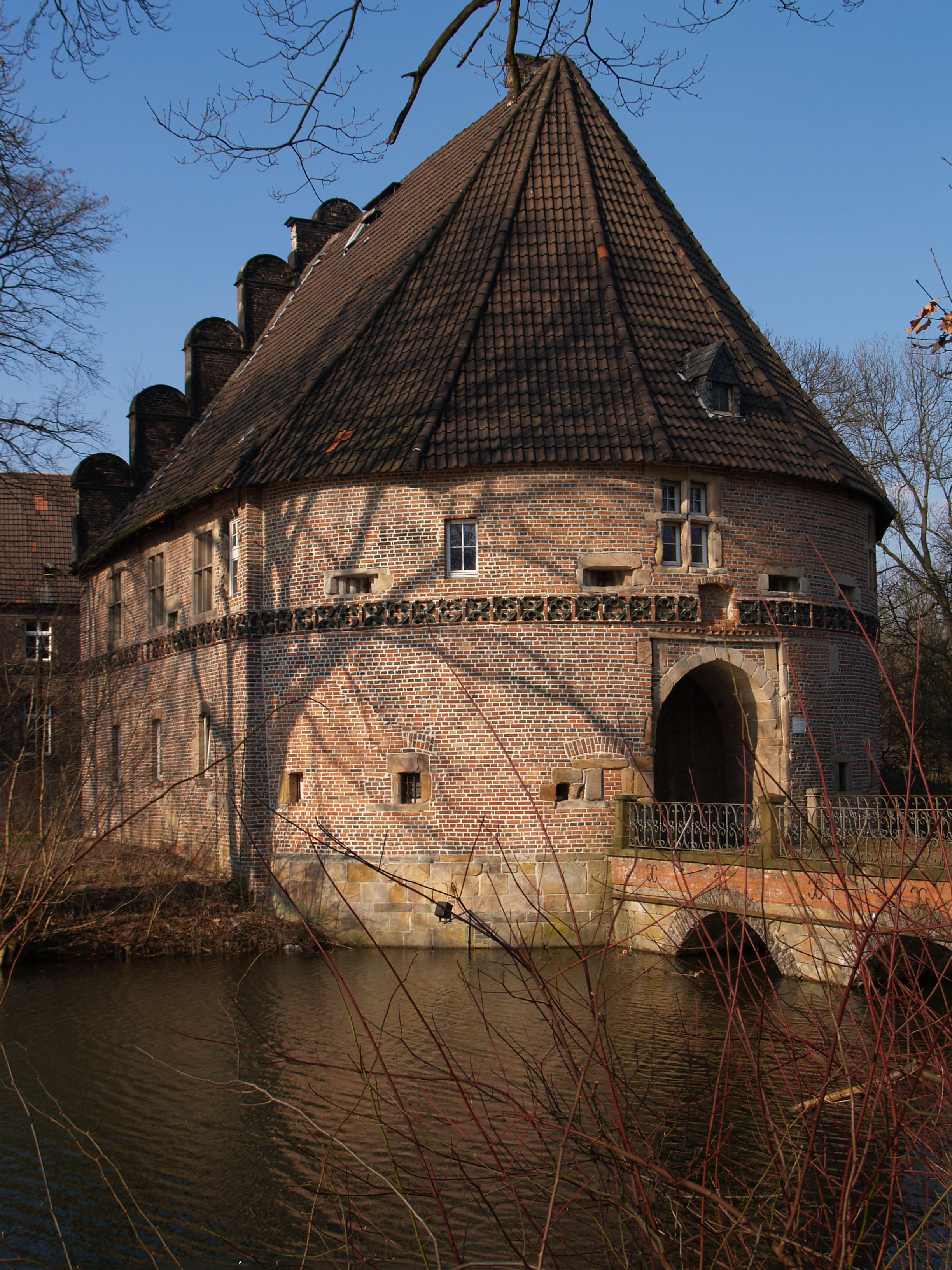
Мост и ворота

Впервые замок упоминается в 1266 году. Когда-то здесь жили рыцари фон Бламхурст, к началу XIV века жила семья фон Дюнгелен. В 1338 году Рётгер фон Дюнгелен отдаёт во владение графам Клевским. Замок мог использоваться Рётгером в случае войны. В результате бракосочетания в 1496 замок перешел к Филиппу фон Вирмундту († 1528), с 1624 до 1881 года к Ромбергам, которые его унаследовали.
Замок первоначально состоял из четырех крыльев. Ворота — старейшая часть всего замка, капелла была построена в 1332 году. Замок эпохи возрождения был реконструирован с 1530 по 1584 годы. Замок находится в частной собственности, отсутствуют публичные туры или посещения.
С 16 февраля 2006 года сберегательная касса Вест стала собственницей замка. После трех лет принудительного управления, она приобрела его в ходе аукциона за 800 000 евро. Эта сумма соответствовала 70 % минимального предложения в размере 1,4 млн евро. Сберегательная касса Вест, тем не менее, получала доплату, так как она инвестировала в здание большие суммы.
В январе 2007 года замок перешел во владение частного лица из Дортмунда, которое приобрело его у сберегательной кассы Вест.

## Положение
Замок находится в заболоченной местности. В XIX веке в непосредственной близости был построен судоходный канал.
Адрес: Вестринг 346, 44579, Кастроп-Рауксель